# Antinatalismo

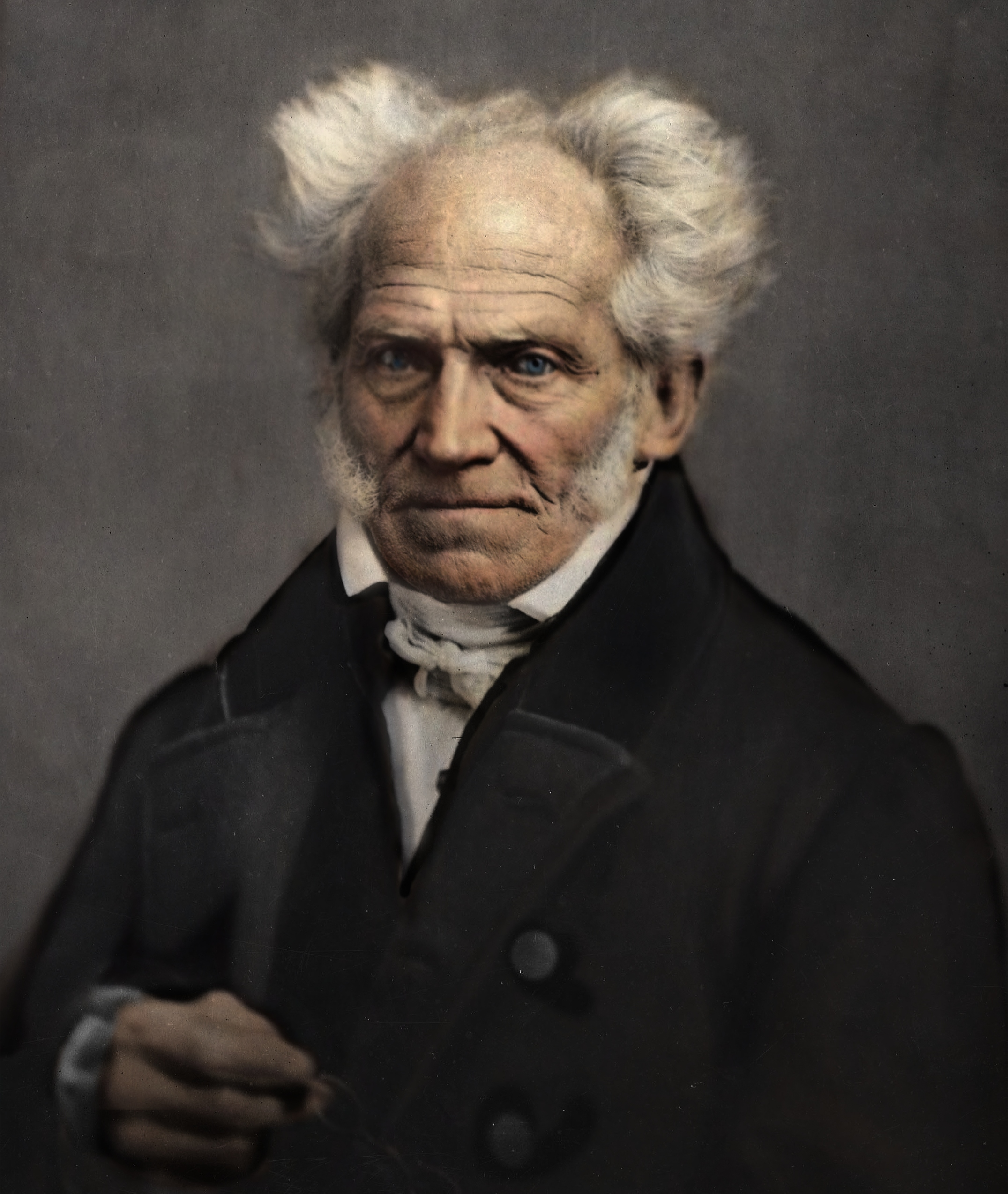
Arthur Schopenhauer (1788-1860), cuyas ideas son precursoras del antinatalismo filosófico.

El antinatalismo es la posición filosófica, política o demográfica contraria a la reproducción y el nacimiento de nuevos seres humanos. El antinatalismo atribuye un valor negativo a la procreación. Los antinatalistas argumentan que las personas deben abstenerse de procrear ya que es un acto éticamente incorrecto. Algunos también reconocen la procreación de otros seres sintientes como moralmente incorrecta.
El antinatalismo puede tener fundamentos filosóficos, de carácter ético y moral, políticos y demográficos. Puede ser defendido a título individual, por asociaciones, o por gobiernos y organismos internacionales que desarrollen políticas de población antinatalistas para alcanzar objetivos socioeconómicos y estratégicos que requieren un óptimo de población.
El término «antinatalismo» se establece en oposición al término «natalismo» o «pro-natalismo».

## Origen del término
El término «antinatalismo» fue probablemente usado por primera vez en 2006 como defensa de una posición filosófica (crítica con la reproducción) por Théophile de Giraud en su libro L'art de guillotiner les procréateurs: Manifeste anti-nataliste (El arte de guillotinar a los procreadores: manifiesto antinatalista). Hasta entonces, las palabras «antinatalismo» o «antinatalista» solían usarse de forma peyorativa, en contextos críticos con las políticas de control de la población.

## Argumentos

### En las religiones
Las enseñanzas de Buda (c. 400 a. C.), entre otras las Cuatro nobles verdades y el comienzo del Mahāvagga, son interpretadas por Hari Singh Gour (1870-1949) de la siguiente manera:
Buda expresa sus proposiciones en el estilo dogmático de su época (...) y todo lo que desea transmitir es esto: ajeno al sufrimiento al que está sujeta la vida, el hombre engendra hijos y, por lo tanto, es la causa de vejez y muerte. Si tan solo se diera cuenta del sufrimiento que acarrea con este acto, desistiría de la procreación y detendría así el ciclo de vejez y muerte.
Acerca del antinatalismo en el budismo también investigó Amy Paris Langenberg.
Antiguas doctrinas rechazadas a causa de herejía por la Iglesia Católica; como el marcionismo, encratismo, los bogomilos o los cátaros sostenían que el mundo físico y visible era obra de un demiurgo malvado, enemigo del auténtico Dios. No era correcto crear nuevas personas, pues equivalía a aprisionar el alma (un elemento divino) en la materia, condenándola al sufrimiento y la muerte. Sus seguidores se oponían al matrimonio y la procreación y practicaban el ascetismo.

### Imperativo kantiano
Filósofos como Julio Cabrera, David Benatar, y Karim Akerma, argumentan que la procreación es contraria al concepto de «imperativo práctico» de Immanuel Kant. De acuerdo con Kant, un hombre nunca debe ser usado como un medio para un fin: debe ser siempre un fin en sí mismo. Estos autores argumentan que, si bien es posible crear una persona como medio (para el bien de sus padres o de otras personas) es imposible crearla como fin (por su propio bien). Por tanto, el imperativo de Kant podría tener como consecuencia la idea de que no deberíamos crear nuevas personas. 

### Arthur Schopenhauer y la «voluntad»
En su trabajo más famoso, El mundo como voluntad y representación (1819), el filósofo alemán Arthur Schopenhauer expone que la vida de los seres humanos, como la de los animales, está dirigida por la «voluntad» un impulso ciego de la naturaleza que sólo busca perpetuarse (en nuestro caso, a través de la procreación), un esfuerzo insaciable fuente de inmensos sufrimientos en el mundo.
Schopenhauer concluye que «toda vida es esencialmente sufrimiento» y en Los Dolores del mundo llega una posición precursora del antinatalismo: "Si el acto de la procreación no fuera acompañado de deseo y sentimientos de placer y se basara en la base de consideraciones puramente racionales, ¿existiría la raza humana hoy? Tendríamos compasión por las siguientes generaciones como para preferir ahorrarles la carga de la existencia o al menos para no dejar sobre ellos esta carga a sangre fría". El acto sexual sería una traición de los padres al hijo venidero, pues tal acto implica la continuación de la «voluntad», es decir, del dolor.
Su filosofía culmina con el ideal budista del nirvana, serenidad absoluta, que aniquilaría esa «voluntad».

### Peter Wessel Zapffe
El filósofo pesimista noruego Peter Wessel Zapffe (1899-1990) veía a los humanos como una «paradoja biológica». Nuestra conciencia habría evolucionado en exceso, volviéndonos incapaces de funcionar normalmente como el resto de los animales. La cognición nos da más de lo que podemos soportar, haciéndonos conscientes de nuestra fragilidad e insignificancia en el cosmos. Queremos vivir, pero, por como evolucionamos, somos la única especie cuyos miembros son conscientes de estar destinados a morir. Somos además los únicos capaces además de imaginar el sufrimiento de miles de millones de personas (además de otros animales), vivos o ya fallecidos, y sentir compasión por su sufrimiento. De anhelar justicia y significado en un mundo que no los tiene. Por todo ello, la vida de los individuos conscientes es trágica. Tenemos deseos, necesidades espirituales que la realidad es incapaz de satisfacer, y si nuestra especie aún no se ha extinguido presa de la locura es porque limitamos nuestra consciencia para protegerla de la realidad. La existencia humana está protegida por una maraña de mecanismos de defensa, individuales y sociales, presentes en nuestros patrones de conducta. De acuerdo con Zapffe, la humanidad debe detener este autoengaño, y la consecuencia natural sería su extinción, al abstenerse de la procreación.

### Realismo y pesimismo
Algunos antinatalistas creen que la mayoría de las personas desecha el pesimismo porque no evalúa la vida de forma realista, y que, de hacerlo, se cuestionaría su deseo de tener hijos. Peter Wessel Zapffe identifica cuatro mecanismos represivos que usaríamos, de manera consciente o no, para limitar nuestro entendimiento de la realidad.
- Aislamiento – Nuestra conciencia rechaza pensamientos y sentimientos negativos asociados a hechos desagradables de nuestra existencia. En el día a día, eso se manifiesta en un acuerdo tácito para guardar silencio sobre ciertos asuntos – especialmente alrededor de los niños, para evitar inculcarles un miedo al mundo y a lo que les espera en la vida antes de que puedan aprender otros mecanismos.

- Anclaje – Creación de valores personales que nos conecten con la realidad, como la familia, el hogar, el Estado, Dios, la Iglesia, la moralidad, el destino, las leyes de la vida, el pueblo, el futuro, la acumulación de bienes materiales o autoridad, etc. Creamos estructuras defensivas “que nos apuntalan por dentro, que construyen muros alrededor”, y defienden la estructura contra amenazas.

- Distracción – Huimos de circunstancias e ideas perjudiciales o desagradables y nos centramos en otras que sí son placenteras.

- Sublimación – Convertimos las partes trágicas de la vida en algo creativo o valioso, huyendo a través de la estética en una catarsis. Nos enfocamos en lo imaginario, en lo dramático, en lo heroico, en lo lírico y en los aspectos cómicos de la vida, para huir de su naturaleza trágica.

De acuerdo con Zapffe, los trastornos depresivos son frecuentemente “mensajes de una percepción más profunda y directa de la vida, frutos amargos de una genialidad del pensamiento”. Algunos estudios parecen confirmar eso, como la hipótesis del realismo depresivo, y autores como Colin Feltham dicen que el antinatalismo podría ser una de sus consecuencias posibles.
David Benatar, citando numerosos estudios, enumera tres fenómenos descritos por psicólogos, que, según él, hacen que nuestras autoevaluaciones no sean de fiar:
1. Sesgo de optimismo – tenemos una perspectiva positivamente distorsionada de nuestras vidas en el pasado, el presente, y en el futuro.
2. Habituación (o adaptación) – nos adaptamos a las situaciones negativas y ajustamos nuestras expectativas a ellas.
3. Comparación – cuando nos auto-evaluamos, más importante que como están yendo nuestras vidas nos resulta como son en comparación con las vidas del resto. Como resultado, los aspectos negativos de la vida que afectan a todos no son tenidos en cuenta en nuestras evaluaciones. Además, somos más propensos a compararnos con aquellos que están en una situación peor que con quienes que están en una mejor.

Benatar concluye que es lógico que el pesimismo sea minoritario:

Los fenómenos psicológicos anteriores (1, 2, 3) no son sorprendentes desde un punto de vista evolutivo. Nos disuaden del suicidio y animan a la reproducción. Si nuestras vidas son tan malas como sugiero que son, y si las personas examinasen la verdadera calidad de sus vidas, quizá estarían más inclinadas a matarse, o por lo menos a no producir más vidas. Por ello, el pesimismo tendería a ser excluido de la selección natural.

El escritor Thomas Ligotti llama la atención sobre la similitud entre la filosofía de Zappfe y la Teoría del manejo del terror (TMT, Terror management theory). La TMT argumenta que los humanos están equipados con habilidades cognitivas únicas que exceden lo necesario para la supervivencia, que incluyen el pensamiento simbólico, la autoconsciencia, o la percepción de sí mismos como seres temporales finitos. El deseo de vivir unido a la inevitabilidad de la muerte nos causa terror. La lucha contra ese terror es una de nuestras motivaciones primarias. Para escapar del miedo a la muerte, levantamos defensas a nuestro alrededor para garantizar nuestra inmortalidad simbólica o literal, sentirnos miembros valiosos de un universo significativo, y enfocarnos en protegernos de amenazas externas inmediatas.

### Imposibilidad del consentimiento
Filósofos como Julio Cabrera, Seana Shiffrin, Gerald Harrison, Juilia Tanner y Asheel Singh argumentan que la procreación es moralmente problemática a causa de la imposibilidad de obtener consentimiento del humano que será creado. Cabrera argumenta que la procreación es una violación de la autonomía porque no tenemos el consentimiento de un humano cuando obramos en nombre de él a través de la procreación, y que un agente racional, poseyendo informaciones confiables sobre la situación humana y la capacidad de opinar en su posible venir a existir, podría escoger no nacer y evitar los dolores asociados a la existencia (esta es una referencia a un experimento mental propuesto por Richard Hare, que supone que sería obvio escoger el nacimiento).
Seana Shiffrin da cuatro razones por las cuales, en su opinión, el hipotético consentimiento de la procreación es un problema:
1. Ningún gran daño está en juego si la acción no se toma.
2. Si la acción es tomada, los daños sufridos por la persona creada pueden ser muy severos.
3. Escapar de la condición impuesta tiene un costo muy alto (el suicidio es a veces física, emocional y moralmente insoportable).
4. El hipotético consentimiento no se basa en los valores de la persona a quien se impondrá la condición.[34]

Gerald Harrison y Julia Tanner argumentan que cuando vamos a afectar significativamente a alguien con nuestra acción y no es posible obtener su consentimiento, entonces la posición por defecto debería ser no tomar tal acción. La excepción es, de acuerdo con ellos, acciones por las cuales queremos evitar que una persona sufra un daño mayor (por ejemplo, empujarla para apartarla de un piano en caída libre). Sin embargo, en su opinión, tales acciones no incluyen la procreación, porque antes de tomar esa acción, no existe aún una persona.
Asheel Singh enfatiza que no es necesario creer que venir a la existencia es siempre un daño total para reconocer el antinatalismo como una visión correcta. Bastaría pensar que no hay derecho moral de infligir daños serios y evitables a otros sin su consentimiento.
Chip Smith y Max Freiheit sostienen que la procreación es contraria al principio de no agresión del libertarismo de derechas, según el cual las acciones que no estén consensuadas con otra persona no deberían llevarse a cabo.

### La muerte como un daño
En la línea del llamado utilitarismo de preferencias, Marc Larock defiende que:
1. Toda persona tiene siempre preferencias (o intereses) por satisfacer.
2. No lograr satisfacer una preferencia es una violación de nuestro interés y, por tanto, un daño.

Larock argumenta que si una persona fuese privada de satisfacer un número infinito de preferencias, sufriría un número infinito de daños. Ese "daño infinito" sería la muerte, a la cual conduce inevitablemente la procreación.
Todos nosotros somos traídos a la existencia sin nuestro consentimiento, y a lo largo de nuestras vidas, descubrimos que existen infinidad de bienes. Desafortunadamente, hay un límite en la cantidad de bien que podremos experimentar. Eventualmente, cada uno de nosotros morirá y nos será negado cualquier bien adicional.
En la opinión de Larock, la vida es una "broma cruel" a la cual arrastramos a nuestros descendientes. Otorgamos la vida a personas que encadenamos a esa interminable búsqueda de satisfacer nuevas preferencias, y que inevitablemente acabarán sufriendo ese "daño infinito". El único caso en que la muerte podría no ser un daño sería quizá cuando representa el fin de una penosa enfermedad degenerativa. Pero aun así, dado que nuestro fallecimiento representa el fin de la posibilidad de adquirir cualquier bien, para Larock siempre habrá una asimetría entre los beneficios y daños que nos causa la muerte. La solución para evitarle a cualquier persona estos conflictivos escenarios sería la no procreación. 

### Utilitarismo negativo
El utilitarismo negativo defiende que reducir el sufrimiento es más importante (moralmente) que aumentar la felicidad.
Los académicos Hermann Vetter y Jan Narveson defienden que:
1. No existe obligación moral de tener un hijo, incluso aunque tuviésemos la garantía de que será muy feliz.
2. Sí hay una obligación moral de no tener un hijo en caso de poder prever que será infeliz.
Narveson concluye que:
3. No hay obligación de tener (o no) a un hijo cuando no se puede prever que será infeliz o que perjudicará a los demás.

En lugar del tercer supuesto, Vetter presenta la siguiente matriz de decisión:
|                      | La vida del hijo sería (más o menos) feliz  | La vida del hijo sería (más o menos) infeliz |
| Engendrar un hijo    | Los padres no cumplen o violan ningún deber | Los padres violan un deber moral.            |
| No engendrar un hijo | Los padres no cumplen o violan ningún deber | Los padres cumplen un deber moral.           |

Basado en eso, Vetter concluye que no debemos crear personas:
La acción de “no engendrar un hijo” sería preferible porque es igual de buena que la de “engendrar un hijo” en uno de los supuestos, y mejor en el otro. Por lo tanto, debe preferirse siempre que no podamos excluir con certeza la posibilidad de que el niño vaya a ser más o menos infeliz; y nunca podemos. 
El filósofo Karim Akerma argumenta que el utilitarismo requiere de supuestos menos metafísicos y es, por lo tanto, la teoría ética más convincente. Cree que el utilitarismo negativo es correcto porque las posibles cosas buenas de la vida no compensarían las malas, como la posibilidad de experimentar un gran sufrimiento o dolor.
Miguel Steiner, doctor en Filosofía por la Universidad de Barcelona, defiende también en su tesis Ética, sufrimiento y procreación (2000) el utilitarismo negativo, y sustituye el lema utilitarista de la mayor felicidad para el mayor número de personas por el del el menor sufrimiento y el menor número de afectados. Según Steiner, toda nuestra noción del mal se deriva de nuestra experiencia del sufrimiento, y sin la posibilidad de recibir daño no existiría mal alguno. Sólo la sensibilidad tiene importancia por sí misma, mientras lo que juzgamos es bueno o malo en función de cómo nos afecta. Para conocer la maldad intrínseca del dolor basta con meter un dedo en una llama; no requiere juicio ulterior. Frente a la clásica disyuntiva razón - materia o mente cuerpo o, en términos cartesianos, res cogitans - res extensa, cree que nuestra esencia debería expresarse: siento, luego existo. No hay ninguna necesidad de llegar al mundo para poder ser feliz, pero sí es necesario evitar el sufrimiento físico o psíquico (dolor, hambre, depresión, carencias...). Si estamos dispuestos de aceptar el castigo y el sacrificio y de fatigarnos en el trabajo, por ejemplo, es porque lo percibimos como un mal menor. Pueden ser una opción justificada. Pero no hay, por ejemplo, castigo merecido que restaure un buen orden del mundo, cómo pensaba Sócrates y piensan muchos para desentenderse de la maldad intrínseca del sufrimiento (del otro, normalmente). La realidad simplemente es conflictiva y, a menudo, tenemos que elegir entre un mal u otro.
Steiner mantiene que el antinatalismo queda justificado con dos perspectivas confluyentes:
1. La perspectiva personal: Nadie puede prever la suerte del hijo que tiene, pero sabe que está expuesto a múltiples amenazas de terribles sufrimientos y a la muerte, habitualmente traumática.
2. La perspectiva demográfica: Existe una dimensión demográfica del sufrimiento, que hace que el número de las víctimas de cualquier problema (hambre, enfermedad, violencia…) aumente o se reduzca en función del tamaño de la población.

### Argumentos de David Benatar

#### Asimetría entre el dolor y el placer
El filósofo sudafricano David Benatar defiende que hay una asimetría crucial entre el placer y el dolor:
1. La presencia de dolor es mala;
2. La presencia de placer es buena;
3. La ausencia de dolor es buena, incluso si no es disfrutada por nadie;
4. La ausencia de placer no es mala (a menos que haya alguien para quien esa ausencia sea una privación).[48][49]

Y lo utiliza para elaborar la siguiente tesis antinatalista, donde evalúa el bien y el mal presentes en la existencia (y la no existencia) de un sujeto X:
| Escenario A (X existe)     | Escenario B (X no existe)         |
| -------------------------- | --------------------------------- |
| Presencia de dolor (Mal)   | Ausencia de dolor (Bien)          |
| Presencia de placer (Bien) | Ausencia de placer (No es un mal) |

La existencia de X generará dolor y placer, pero la no existencia de X no implicará ni dolor ni placer. Y dado que la ausencia de dolor es buena, y la ausencia de placer no es mala, la decisión ética se inclinaría en favor de la no-procreación.
Benatar usa la asimetría anterior para desarrollar cuatro más:
1. Tenemos la obligación moral de no crear personas infelices, pero no la obligación moral de crear personas felices. La razón por la que existiría una obligación moral de no crear personas infelices es que la presencia del sufrimiento sería sin duda mala (para quienes lo padecerían) y la ausencia de sufrimiento sería buena (incluso aunque no haya nadie para disfrutar de la ausencia de sufrimiento). Por el contrario, no hay obligación moral de crear personas felices porque, aunque el placer fuese bueno para ellas (si llegasen a existir), la ausencia de placer no sería mala para ellas (no existen, de modo que no estaríamos privando a nadie de ese bien).
2. No tiene sentido moral mencionar los intereses de un niño potencial como argumento para crearlo, pero sí tendría sentido moral mencionar los intereses de ese niño potencial como razón para no crearlo. Que un niño vaya a ser feliz no es una razón moralmente importante para traerlo al mundo. Por el contrario, que un niño pueda ser infeliz es una importante razón moral para no crearlo. Sólo si creyésemos que la ausencia de placer es mala (incluso si no hay alguien para experimentar esa ausencia) tendríamos una razón moral significativa para crear un niño (no bastaría no creer en que la ausencia de dolor es buena incluso si no hay nadie para disfrutarla).
3. Podríamos arrepentirnos por el bien de alguien de haberlo traído a una existencia infeliz, pero nunca nos arrepentiremos por el bien de alguien de no haberle dado la vida. Su dolor y sufrimiento sí serían reales si llegó a existir, pero no su falta de felicidad (nunca se vio privada de la felicidad, porque nunca existió).
4. Nos puede entristecer el hecho de que en algún lugar alguien nazca y sufra, pero no sentiremos tristeza porque en algún lugar alguien no esté naciendo para disfrutar de la felicidad. Cuando descubrimos que en algún lugar del mundo nacen personas que sufren, sentimos compasión. Y al revés: el hecho de que en alguna isla o planeta desierto la gente no haya existido y sufrido es bueno. Esto se debe a que la ausencia de dolor es buena, incluso cuando no hay alguien que esté experimentando ese bien. Por otro lado, no sentimos tristeza por el hecho de que en alguna isla o planeta desierto la gente no llegue a existir y no pueda ser feliz. Esto se debe a que la ausencia de placer es mala sólo cuando existe alguien para ser privado de ese bien.[50]

#### El sufrimiento de nuestros descendientes
De acuerdo con Benatar, al tener un hijo, somos responsables de su sufrimiento, pero podría también considerársenos corresponsables del sufrimiento de los descendientes de este hijo:
Suponiendo que cada pareja tenga tres hijos, los descendientes totales de una pareja original tras diez generaciones ascenderían a 88.572 personas. Eso es mucho sufrimiento inútil y evitable. Sin duda, la responsabilidad total no recae en la pareja original, porque cada nueva generación se enfrenta a la elección de continuar o no con la descendencia. Sin embargo, sí tienen cierta responsabilidad. Si uno no desiste de tener hijos, difícilmente puede esperar que sus descendientes lo hagan.

#### Consecuencias de la procreación
Benatar cita estadísticas, mostrando a donde lleva la creación de personas. Se estima que:
- Se estima que los desastres naturales mataron a más de quince millones de personas en los últimos 1000 años.
- Aproximadamente 20.000 personas mueren cada día de hambre.
- Se estima que 840 millones de personas padecen hambre y desnutrición.
- Entre 541 d. C. y 1912, se estima que más de 102 millones de personas murieron de peste.
- La pandemia de gripe de 1918 mató a 50 millones de personas.
- Unos 11 millones de personas mueren a cada año de enfermedades infecciosas.
- Las neoplasias malignas se llevan más de 7 millones de vidas cada año,
- Cerca de 3.5 millones de personas mueren por año en accidentes.
- Más de 56 millones de personas murieron en 2001, más de 107 muertes por minuto.
- Antes del siglo XX, más de 133 millones de personas cayeron víctimas de asesinatos masivos
- En los primeros 88 años del siglo XX, al menos 170 millones (quizá hasta 360 millones) de personas fueron fusiladas, golpeadas, torturadas, acuchilladas, quemadas, dejadas morir de inanición, congeladas, aplastadas, u obligadas a trabajar hasta la muerte; enterradas vivas, ahogadas, ahorcadas, bombardeadas, o asesinadas de cualquier otra de las innumerables formas en que gobiernos han infringido la muerte a ciudadanos desarmados, indefensos y extranjeros.
- Hubo 1,6 millones de muertes relacionadas con conflictos del siglo XVI, 6,1 millones en el siglo XVII, 7 millones en el siglo XVIII, 19,4 millones en el siglo XIX, y 109,7 millones en el siglo XX,
- Las heridas de guerra acabaron causando unas 310.000 muertes en el año 2000.
- Cerca de 40 millones de niños son maltratados cada año.
- Más de 100 millones de mujeres y niñas, vivos actualmente, han sufrido mutilación sexual.[52]
- Se cree que unas 815.000 personas se suicidaron en 2000[53] (en 2016, se estimaba que se producía un suicidio cada 40 segundos, más de 800.000 personas por año).[54]

#### Argumento misantrópico
Más allá de los argumentos filantrópicos que “surgen de una preocupación para con los humanos que serán traídos a la existencia”, Benatar también afirma que otro camino para el antinatalismo es el argumento misantrópico:

De acuerdo con este argumento, los humanos serían una especie profundamente defectuosa y destructiva responsable del sufrimiento y muerte de billones de otros humanos y animales no-humanos. Si ese nivel de destrucción fuese causado por otra especie, recomendaríamos de inmediato no otorgar la existencia a más miembros de esa especie.

### Ética negativa
El filósofo argentino Julio Cabrera propone el concepto de “ética negativa” en oposición a lo considera éticas “afirmativas”, que afirman el ser. Cabrera describe la procreación como una manipulación, un daño, y como el envío unilateral y no-consensual de un ser humano a una situación inmoral, dolorosa y peligrosa.
Cabrera considera la procreación como un problema ontológico de manipulación total: el propio "ser" de alguien es fabricado y usado. Y, al contrario que frente a las situaciones dañinas de la vida mundana, no hay posibilidad de defensa contra ese acto. Según Cabrera, la manipulación en la procreación se manifiesta principalmente en el carácter unilateral y no consensuado del acto, lo que hace que la procreación per se sea inevitablemente asimétrica; ya sea producto de la previsión, o producto de negligencia: siempre está conectada con el interés (o desinterés) de otros humanos, y no del humano que se va a crear. Además, Cabrera señala que, a su juicio, la manipulación de la procreación no se limita al acto mismo de la creación, sino que continúa en el proceso de crianza del hijo, durante el cual los padres adquieren un gran poder sobre la vida del niño, que se forma según sus preferencias y para su satisfacción. Resalta que, si bien no es posible evitar la manipulación en la procreación, es perfectamente posible evitar la procreación misma y que entonces no se viola ninguna regla moral.
Para Cabrera, la vida humana es “estructuralmente negativa” porque sus componentes son inherentemente adversos. Los más destacados de esos componentes serían los siguientes:
1. En el nacimiento, el ser humano recibe un ser “menguante”, que comienza a acabar desde su mero surgimiento, siguiendo una dirección única e irreversible de desgaste y cuyo total acabamiento puede consumarse en cualquier momento.
2. Desde el momento en que nacen, los seres humanos se ven afectados por tres tipos de desgaste: el dolor físico (en forma de enfermedades, accidentes y catástrofes naturales a los que siempre están expuestos); el desánimo (falta de voluntad, cansancio, falta de sentido, desmotivación, tedio o depresión), y finalmente, la exposición a las agresiones de otros humanos (desde la calumnia hasta las diversas formas de discriminación, persecución e injusticia), agresiones que también nosotros podemos infligir a los demás, también sometidos, como nosotros, a los tres tipos de fricciones.
3. El ser humano está equipado de mecanismos de creación de valores positivos de todo tipo (morales, estéticos, religiosos, científicos, eróticos, artísticos, etc.) que funcionan como defensa contra 1 y 2, mecanismos que el ser humano debe mantener constantemente activos. Según Cabrera, todos los valores positivos que aparecen dentro de la vida humano son reactivos y paliativos; son introducidos por la lucha permanente, ansiosa e incierta contra la vida decadente y sus tres tipos de desgaste.

Cabrera denomina el conjunto de estas características (1-3) la “terminalidad del ser”.
Su opinión es que una gran cantidad de humanos en todo el mundo no pueden resistir esta lucha contra esa "estructura terminal de su ser", lo que lleva a consecuencias destructivas para ellos y otros: suicidios, enfermedades mentales de mayor o menor gravedad, o comportamiento agresivo. Acepta que la vida puede ser (gracias a los propios méritos y esfuerzos humanos) llevadera y hasta muy placentera (aunque no para todos, porque el precio de la vida placentera de unos puede ser la vida desagradable de otros), pero también considera problemático otorgarle existencia a alguien para que intente hacernos la vida agradable luchando contra la situación difícil y opresiva en que lo colocamos al procrear. Parece más razonable, según Cabrera, simplemente no ponerlos en esa situación, ya que los resultados de su lucha serán siempre inciertos. Y concluye que: “todo lo que nos decimos para poder continuar viviendo no tiene sentido para aquel que todavía no es”.
Cabrera cree que en la ética, incluida la ética afirmativa, hay un concepto general al que llama “Articulación Ética Fundamental” (AEF): la consideración de los intereses de los otros, de no manipular y de no perjudicar. Para él, la procreación es una violación obvia de la AEF: alguien es manipulado y colocado en una situación dañina como resultado de esa acción. A su juicio, los valores incluidos en la AEF son ampliamente aceptados por la ética afirmativa, son incluso sus fundamentos, y si se abordan radicalmente, deberían conducir al rechazo de la procreación.
Para Cabrera, lo peor en la vida humana y por extensión en la procreación es lo que él llama "impedimento moral": la imposibilidad estructural de actuar en el mundo sin dañar o manipular a alguien en un momento dado. Este impedimento no se produce por un “mal” intrínseco de la naturaleza humana, sino por la situación estructural en la que se ha encontrado siempre el ser humano. Nos vemos acorralados por diversos tipos de dolor, el espacio para actuar es limitado y los diferentes intereses a menudo entran en conflicto entre sí. No son necesarias malas intenciones para tratar mal a los demás; estamos obligados a hacerlo para sobrevivir, para perseguir nuestros proyectos y escapar del sufrimiento.

### Adopción en vez de procreación
Herman Vetter, Théophile de Giraud, Tina Rulli y Karim Akerma argumentan que, actualmente, en vez de involucrarse en el acto moralmente problemático de la procreación, puede hacerse el bien adoptando niños que ya existen. De Giraud enfatiza que, en todo el mundo, existen millones de niños que necesitan ser cuidados.

## Aborto
El antinatalismo puede conducir a posiciones específicas sobre la moralidad del aborto.
De acuerdo con David Benatar, una persona comienza a existir (no como un organismo en el sentido biológico, sino como un ser en sentido ético, una entidad con intereses morales relevantes) cuando surge la conciencia, cuando un feto es sintiente. Solo antes de ese punto el aborto sería moral. Si el embarazo continúa, sería inmoral abortar. Benatar cita estudios de electroencefalografía y sobre percepción del dolor del feto que apuntan a que la conciencia fetal surge no antes de las veintiocho o treinta semanas de embarazo, antes de las cuales el feto es incapaz de sentir dolor. Un informe de 2010 del Real Colegio de Obstetras y Ginecólogos también apuntaba a que un feto está inconsciente hasta la semana veinticuatro del embarazo, y quizá nunca es del todo consciente en el útero en ningún momento, afirmando que "el feto no puede experimentar dolor de ningún tipo antes de las 24 semanas". Aun así, algunas conclusiones de este informe (relativas a la sensibilidad del feto después del segundo trimestre) han recibido críticas. El "argumento mentalista" del filósofo alemán Karim Akerma es similar. Akerma diferencia entre organismos "sin propiedades mentales" y seres vivos que ya poseen "propiedades mentales". Según él, sólo podemos decir que un ser vivo comienza a existir cuando un organismo goza de consciencia, por simple que sea.
Julio Cabrera cree que el problema moral del aborto es totalmente diferente al de abstenerse de procrear porque en el caso del aborto no hablamos de un no-ser, sino de un ser que ya existe, la más desvalida e indefensa de las partes involucradas, que algún día podría gozar de autonomía para opinar, y por la que no podríamos decidir. Desde el punto de vista de la ética negativa de Cabrera, el aborto es inmoral por razones similares a las de la procreación. Para Cabrera, la excepción en la que el aborto está moralmente justificado son los casos de enfermedad irreversible del feto (o ante "enfermedades sociales" graves como el nazismo), según él en tales casos estamos pensando claramente en el no nacido, y no simplemente de nuestros propios intereses. Aun así, Cabrera cree que en determinadas circunstancias es legítimo y comprensible cometer actos no éticos, por ejemplo, el aborto es legítimo y comprensible cuando corre riesgo la vida de la madre o cuando el embarazo es producto de una violación.: 208–233

## Suicidio
Una de las implicaciones de mi argumento es que una vida llena de bien y que contiene solo la cantidad más diminuta de maldad, una vida de felicidad absoluta adulterada solo por el dolor de un solo pinchazo, es peor que ninguna vida en absoluto. La objeción es que esto es inverosímil. Comprender la distinción entre (a) llegar a existir como un daño y (b) cuán grande es el daño, permite ver por qué esta implicación no es tan inverosímil.

## Antinatalismo y seres no humanos
Algunos antinatalistas también consideran la procreación de animales sintientes no humanos como moralmente problemática, y plantean que podría ser ético esterilizarlos. Karim Akerma define el antinatalismo que incluye animales sintientes no-humanos, como «antinatalismo universal».

Esterilizando a los animales podríamos liberarlos de ser esclavos de sus instintos y de encadenar más y más animales al ciclo de nacer, contraer parásitos, envejecer, enfermar y morir; de comer y ser comido.

David Benatar enfatiza que su argumento de asimetría se aplica a todos los seres sintientes y menciona que los humanos jugamos un papel decisivo en la cantidad de animales que existe: al igual que criamos numerosas especies, somos capaces de esterilizarlas.
El escritor Magnus Vinding argumenta que la vida de los animales salvajes en su ambiente natural es habitualmente muy mala. Mueren frecuentemente antes de llegar a la edad adulta, sufren hambre, enfermedades, parasitismo, infanticidio, depredación y son devorados vivos. Cita investigaciones sobre vida salvaje con datos como que sólo uno de cada ocho cachorros de león macho llega a adulto. Otros mueren como resultado del hambre, la enfermedad y, a menudo, son víctimas de otros leones. Llegar a adulto es aún más raro para los peces. Solo uno de cada cien salmones reales macho llega a adulto. Vinding es de la opinión de que si la vida y la supervivencia de los niños humanos fueran así, nuestros actuales valores nos disuadirían de procrear; sin embargo, esto no es posible para los animales, que actúan movidos por instinto. Considera que incluso si uno no está de acuerdo con que la procreación sea siempre moralmente mala, debería reconocer la procreación en la vida silvestre como moralmente problemática y algo a evitar (al menos en teoría, no necesariamente en la práctica). Sostiene que, si rechazamos el especismo, no intervenir es inexcusable y que deberíamos rechazar el dogma de que algo es bueno porque ocurre en la naturaleza.

No podemos permitirnos el lujo de racionalizar el sufrimiento que tiene lugar en la naturaleza y olvidar a las víctimas de sus horrores simplemente porque esa realidad no encaje en nuestras teorías morales (teorías que, en última instancia, solo sirven para hacernos sentir bien con nosotros mismos frente a una realidad incomprensiblemente hostil).

Recientemente, en algunos foros de debate online la idea de extender los postulados antinatalistas a toda la vida sintiente ha comenzado a ser conocida como "efilismo" (un neologismo donde el prefijo "efil" resulta de invertir el orden de las letras de "life", "vida" en inglés). Algunos antinatalistas han criticado que, más que aportar argumentaciones sólidas, esta nueva corriente es un vehículo de discursos misóginos y violentos que comparan con la subcultura incel.

## Políticas antinatalistas
Podrían considerarse "políticas antinatalistas" aquellas que fomentan el control de la población para evitar escenarios de superpoblación al estilo de la llamada catástrofe malthusiana. Estas políticas de control de la natalidad se practican por algunos gobiernos, con diferente éxito, desde los años 70 (en 1972 se publicó el primer informe Los límites del crecimiento). La posición demográfica más radical fue la Política de hijo único en la República Popular China. También se han llevado a cabo políticas de planificación familiar (educación sexual, métodos anticonceptivos) en numerosos países, entre ellos la India.

### Límites del crecimiento
El informe Los límites del crecimiento (1972, actualizado en 1992, 2004 y 2012), encargado al MIT por el Club de Roma, sostenía que si las tendencias de crecimiento de principios de los 70 en materias de población mundial, industrialización, contaminación, producción de alimentos y explotación de los recursos naturales continuaban sin cambios, los límites del crecimiento del planeta se alcanzarían en algún momento de los siguientes cien años.: 23–24  Básicamente, el informe concluía que era imposible sostener un alto crecimiento de la población junto a un crecimiento económico (limitado por los recursos disponibles), que satisficiera las necesidades de esa población. Los autores proponían como posible solución a este colapso el «crecimiento cero» o «estado estacionario», deteniendo el crecimiento exponencial de economía y población, de modo que los recursos naturales no se agotasen.

### «Huelga de vientres» y neomalthusianismo
A finales del siglo XIX y principios del XX un grupo de autores franceses neomalthusianos, Fernand Colney (autor de La grève des ventres, 1907), Paul Robin, Eugène Humbert, León Marimont, André Lorulot, Gabriel Giroud y el español Luis Bulffi de Quintana, defendieron la limitación de la natalidad para reducir el número de hijos y por tanto de familias numerosas en las clases bajas, que acababan en la miseria. Todos ellos fueron miembros de la «Liga de la regeneración humana» o «generación consciente» y son considerados como los primeros defensores del uso de los métodos anticonceptivos y precursores, por tanto, de la planificación familiar.

## Organizaciones antinatalistas
Organizaciones como la británica Population Matters (que cuenta entre sus patronos con David Attenborough y Paul R. Ehrlich, autor del libro de 1968 Population Bomb), defienden un antinatalismo relativo, ya que proponen limitar los nacimientos para alcanzar lo que consideran un óptimo de población que garantice un bienestar sostenible para toda la humanidad.
El Movimiento por la Extinción Humana Voluntaria es una organización vinculada a la ecología profunda que respalda la extinción voluntaria de la especie humana a favor del bienestar de miles de otras especies que sufren extinción o deterioro infligidos por los humanos. La organización no aboga por el asesinato, el suicidio, el aborto, ni ningún método violento; lo que propone es que todos los humanos se abstengan de reproducirse.
Los grupos Sin hijos por elección (Childfree) defienden el derecho a la no procreación de quienes así lo decidan, por motivos diversos. Muchos cuestionan las ayudas, subsidios y apoyo institucional a la procreación y la natalidad (no a las ayudas para cuidar a niños ya nacidos si disponen de pocos recursos).

## Personalidades antinatalistas
Han mantenido posiciones antinatalistas figuras como el poeta Al Ma'arri, Arthur Schopenhauer, Emil Cioran, Brother Theodore, Peter Wessel Zapffe, Philipp Mainländer, Albert Caraco, Gustave Flaubert, Doug Stanhope, Guido Ceronetti, Philip Larkin, Chris Korda, Les U. Knight y Paul R. Ehrlich (de Optimum Population Trust), David Benatar, Matti Häyry, Thomas Ligotti, Nina Paley, Richard Stallman Serge Latouche, Corinne Maier, Miguel Steiner y Fernando Vallejo, entre otros.

## Críticas al antinatalismo
La principal crítica del antinatalismo proviene de aquellos que defienden un valor positivo en traer a los humanos a la existencia. Las religiones monoteístas se oponen al antinatalismo, ya que ven la existencia como inherentemente buena.
En el ámbito político, tanto las iniciativas de control de natalidad —antinatalistas— como las de fomento de la natalidad —natalistas—, han recibido la crítica de considerar a los seres humanos como meros medios o instrumentos para conseguir fines (ideológicos, políticos, militares o económicos). Kenton Engel describió el antinatalismo como "sociológicamente ignorante e insípido". La libertad individual es esencial en los derechos humanos, los derechos reproductivos, los derechos sexuales y la salud reproductiva; campos en los que se defiende que los seres humanos son libres de decidir reproducirse o no. Las políticas estatales (natalistas o antinatalistas) no responden, desde ese punto de vista, ni a los intereses ni a la libertad de los ciudadanos de los distintos estados. Sin embargo, el antinatalismo filosófico (el que se preocupa del sufrimiento individual inherente a la vida, y que es objeto de la mayoría de este artículo) rechaza precisamente que los seres humanos sean utilizados como medios o instrumentos para conseguir fines, donde caben cualquiera de las razones que alguien pueda tener para ser madre o padre. Su foco está, precisamente, en el respeto de la libertad individual del no nacido.[cita requerida]
Una crítica antigua frente la tesis "bueno es no haber nacido, o, habiendo nacido, franquear cuanto antes las puertas del Hades" viene de Epicuro. Según el filósofo griego, es mejor seguir vivo, pues, el sabio no teme el y afirma el placer de vivir. A su vez, el sabio no teme a la muerte (porque no es dolorosa) pero no la prefiere (porque no es placentera). Sería de necios sostener la tesis eso porque «si está convencido de lo que dice», se pregunta Epicuro, «¿cómo es que no abandona la vida?».
Desde la filosofía medieval cristiana el santo Agustín de Hipona también consideró contradictoría la afirmacíon «querría no existir que ser desgraciado» porque quien sostenga tal afirmación sigue vivo, luego: "no queriendo ser miserable, quieres, no obstante, existir". 
Richard Carrier también argumenta que este razonamiento muestra la incoherencia del antinatalismo: "La única razón por la que uno puede estar coherentemente en contra del suicidio masivo es admitir que mantenerse vivo es mejor que estar muerto. Pero eso renuncia a toda la premisa sobre la que se construye el antinatalismo". El economista Bryan Caplan señala que si está mal crear personas a menos que den su consentimiento entonces "se podría decir con la misma facilidad que está bien crear personas a menos que (imposiblemente) rechacen el consentimiento de antemano", y aun en el caso de un consentimiento hipotético estaría bien crear nuevas personas porque la mayoría de gente en el mundo está contenta con su vida.
Émile P. Torres argumenta que la consecuencia de que toda la humanidad adopte el antinatalismo no sería necesariamente la extinción: si se dispone de tecnologías seguras y efectivas de extensión de la vida, los humanos podrían dejar de procrear, pero aun así, sobrevivir mientras el universo siga siendo habitable. (Ver: Transhumanismo)  
Brian Tomasik desafía la efectividad del antinatalismo humano para reducir el sufrimiento al señalar que los humanos se apropian de los hábitats de los animales salvajes, evitando así que los animales nazcan en vidas que contienen sufrimiento.
Respecto a las consideraciones de Kant en relación con la crianza y procreación humana conduzcan a implicaciones antinatalistas, el autor Heiko Puls llama la atención sobre el hecho de que el filósofo rechaza esa posición en su teleologia por razones meta-éticas.
Un estudio de Philipp Schönegger para el Philosophical Psychology apunta a que, en algunos individuos, podría existir correlación entre rasgos de personalidad de la tríada oscura (narcisismo, maquiavelismo y psicopatía) y el apoyo a ideas antinatalistas, "lo que sugiere que la personalidad y el estado de ánimo juegan un papel importante en la variación de los puntos de vista antinatalistas en una población laica".

#### Críticas a David Benatar
El argumento asimétrico de David Benatar ha sido criticado por su cálculo utilitario. Por ejemplo, Benatar considera la usencia de dolor como algo bueno y la ausencia de placer como algo malo cuando se puede argumentar que "la ausencia de cosas malas o buenas no es ni buena ni mala". Igualmente, tiene sentido creer que fue bueno traer a un niño feliz a la existencia aun si potencialmente podría haber sufrido ya que no sería una comparación válida traer "a la existencia a un niño que sufre" con no lograr "traer un niño feliz a la existencia", puesto que uno es "un caso real (un niño que sufre existente)" y el otro "un caso potencial (un niño feliz potencial)"; es decir, con un niño potencial "no tiene sentido tener una creencia de ninguna manera: la persona ni siquiera existe". Massimo Pigliucci sostiene que el no tendría sentido para escuelas de pensamiento como el estoicismo, que consideran el placer y el dolor como indiferentes y que las virtudes y los vicios morales deben ser la única guía de la acción humana. Además, las implicaciones de Benatar pues parecen dibujar un mundo de felicidad perfecta en el que "ante la mera posibilidad de que alguien, en algún lugar, experimente una picazón menor, concluye que no vale la pena traerlo a la existencia".
El psicólogo Geoffrey Miller ha argumentado que "toda la investigación sobre el bienestar humano muestra que casi todos en todas las culturas están muy por encima de la neutralidad en la felicidad. Benatar está empíricamente equivocado de que la vida está dominada por el sufrimiento". David Wasserman también ha criticado el argumento de asimetría de David Benatar y el argumento del consentimiento.

## Antinatalismo en la cultura popular

### Música
- La canción «Pueblos del mundo, extinguíos» del grupo español Siniestro Total.[120]
- La canción «Basta de nacimientos» del grupo español Def Con Dos.[121]

### Películas
- El personaje Dedos Torcidos de Antonia (película de 1995) se opone al embarazo de Therèse por motivos antinatalistas inspirados en Arthur Schopenhauer.[122]
- En la película Cafarnaúm (2018), el personaje de Zain (un niño de 12 años de los barrios marginales de Beirut) denuncia a sus padres ante un tribunal "por haberle hecho nacer" y condenarle a una existencia traumática. Se ha especulado[123][124] con que el guion de la película podría haber inspirado a un joven indio a anunciar públicamente en 2019 que denunciaría a sus padres por haberle hecho nacer.[125][126]

### Series de televisión
- Es notable la presencia de ideas antinatalistas en la visión que tiene del mundo el personaje Rust Cohl de la serie televisiva True Detective (2014)[127] hasta tal punto que se ha hablado de plagio del libro "La conspiración contra la raza humana",[128] un ensayo antinatalista del escritor de terror Thomas Ligotti.
- Espectadores y crítica[129][130] han llamado la atención sobre la influencia que pensadores pesimistas como Arthur Schopenhauer tienen en los diálogos y tramas de la serie de animación para adultos Ricky y Morty, en la que se enfatiza que el universo es un lugar absurdo y que la existencia es dolorosa. En varias ocasiones, criaturas fantásticas reprochan a sus creadores que "ellos nunca pidieron nacer",[129] e incluso uno de los protagonistas aconseja al otro "romper el ciclo" del amor y la procreación, y centrarse en propósitos más elevados, como aconsejaba el filósofo alemán.[131]

### Cuentos y novelas
- El filósofo suizo Bruno Contestabile traza un paralelismo entre las ideas antinatalistas y el cuento Los que se alejan de Omelas (1973), de Ursula K. Le Guin. En el cuento, la existencia de la ciudad utópica de Omelas y la felicidad de sus habitantes dependen del sufrimiento de un niño torturado en un lugar aislado y que no puede ser ayudado. La mayoría acepta esta situación y permanece en la ciudad, pero aquellos que no están de acuerdo, que no quieren ser cómplices, “se alejan de Omelas”. Para que Omelas exista —dice Contestabile— ese niño debe ser torturado y, igualmente, la existencia de la humanidad está ligada a la necesidad de que alguien sea constantemente dañado. Según él, los antinatalistas serían como “los que se alejan de Omelas”, que no aceptan tal mundo, y que no aprueban su perpetuación. Contestabile se pregunta "¿podría toda la felicidad del mundo compensar el sufrimiento extremo de una única persona?".[132]

### Teatro
- El coro de la tragedia Edipo en Colono de Sófocles canta «no haber nacido es la suprema razón; pero una vez nacido, el volver al origen de donde uno ha venido es lo que procede lo más pronto posible».[133] El me phynai (mejor no haber nacido) era un tópico literario en la Grecia clásica que también abordaron en sus obras Esquilo, Eurípides o Teognis.[134] En La vida es sueño, Calderón de la Barca lo pone en boca del protagonista, Segismundo, que afirma que «el delito mayor del hombre es haber nacido».[135]